# Infantaria motorizada

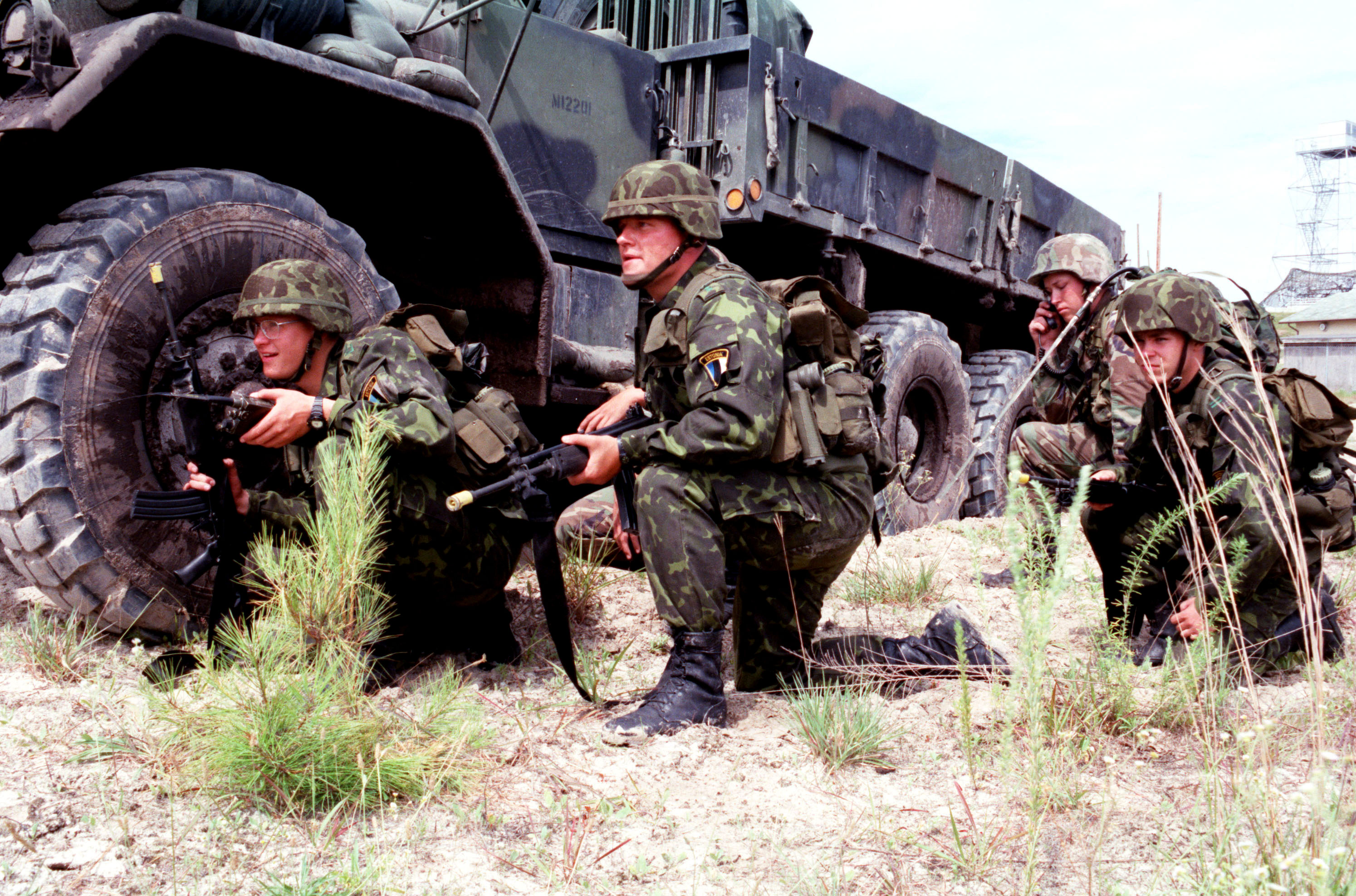
Infantaria motorizada da Estônia.

A infantaria motorizada é, na maioria do países ocidentais e dos que fazem parte da OTAN, uma infantaria que é transportada por caminhões ou outros veículos motorizados não protegidos. Distingue-se da mecanizada, que é transportada em veículos blindados de transporte de pessoal (APCs) ou veículos de combate de infantaria (VCIs) e da infantaria leve, que normalmente pode operar de forma autônoma sem a necessidade de suporte, podendo ser transportada pelo ar.